# Somerset (hrabstwo St. Croix)
Somerset – wieś w Stanach Zjednoczonych, w stanie Wisconsin, w hrabstwie St. Croix.